# Walter (Familienname)
Walter ist ein Familienname.

## Herkunft und Verbreitung
Der Familienname leitet sich vom gleichlautenden Vornamen Walter ab. In der Liste der häufigsten Familiennamen in Deutschland steht er an 38. Stelle. Er ist vorwiegend im deutschsprachigen Raum verbreitet.
Eine ältere Schreibung ist Walther.

## Namensträger

### A
- Achim Walter (* 1963), deutscher Wirtschaftswissenschaftler
- Adolf Walter (Maler) (1817–1899), deutscher Maler
- Adolf Walter (Politiker) (1829–1870), deutscher Politiker
- Albert Walter (1885–1980), deutscher Politiker und Gewerkschafter
- Alex Walter (1888–nach 1946), deutscher Ministerialdirektor und Autor
- Alexander Walter (Fotograf) (* 1964), deutscher Fotograf
- Alexander Filippowitsch Walter (1898–1941), sowjetischer Physiker
- Alexander Petrowitsch Walter (1818–1889), russisch-ukrainischer Mediziner
- Alexandra Walter (* 1978), deutsche Politikerin
- Alfred Walter (Skisportler), deutscher Nordischer Kombinierer und Skispringer
- Alfred Walter (Regisseur), Schauspieler und Film- und Bühnenregisseur
- Alfred Walter (Dirigent) (1929–2004), österreichischer Dirigent
- Alfred Walter (Generalmajor) (* 1930), deutscher Generalmajor
- Alois Ludwig Walter (1820–1900), deutscher Badewirt in Warmbad und Politiker
- Alu Walter (* 1970), deutscher Bühnenbildner und Künstler
- Amalric Walter (1870–1959), französischer Keramiker und Glasmacher
- Anders Walter (* 1978), dänischer Drehbuchautor, Filmregisseur und Illustrator
- Andrea Walter (* 1980), österreichische Schriftstellerin, Persönlichkeits- und Autorentrainerin
- Andreas Walter (* 1973), deutscher Wirtschaftswissenschaftler
- Andrzej Walter (* 1969), polnischer Lyriker, Schriftsteller, Literaturkritiker und Fotograf
- Anette Walter, deutsche Fußballspielerin
- Anja Walter (* 1968), deutsche Pflegepädagogin
- Annika Walter (* 1975), deutsche Wasserspringerin
- Anton Walter (Klavierbauer) (auch Gabriel Anton Walter, 1752–1826), Klavierbauer der Wiener Klassik
- Anton Walter (Musikschriftsteller) (1845–1896), deutscher Kirchenmusikschriftsteller
- Anton Walter (Cellist) (1883–1950), österreichischer Cellist
- Anton Karlowitsch Walter (1906–1965), sowjetisch-ukrainischer Kernphysiker
- Arn Walter (1902–um 1976), deutscher Bildhauer
- Arno Walter (Politiker) (1934–2022), deutscher Politiker (SPD), unter anderem Justizminister
- Arno Walter (Manager) (* 1967), deutscher Manager
- Arnold Walter (Musikpädagoge) (1902–1973), tschechisch-kanadischer Komponist, Musikpädagoge und -schriftsteller
- Arnold Walter (Bildhauer) (1909–1979), deutscher Bildhauer und Grafiker
- Arthur Walter (1860–1919), deutsch-baltischer Geistlicher
- Artur C. Walter (1928–2017), deutscher Architekt
- August Walter (Komponist) (1821–1896), deutscher Violinist und Komponist
- August Walter (Politiker) (1827–1888), deutscher Kaufmann und Politiker (DFP)
- August Walter (Fischkundler) (1873–1955), deutscher Apotheker und Ichthyologe
- August Hermann Walter (1817–1880), deutscher  Pfarrer und Kirchenlieddichter
- Auguste Walter (1885–1948), deutsche Politikerin
- Axel Walter (* 1968), deutscher Journalist und Fernsehmoderator

### B
- Beate Walter-Rosenheimer (* 1964), deutsche Politikerin (Grüne)
- Ben Walter (* 1984), kanadischer Eishockeyspieler
- Bernd Walter (Historiker) (* 1951), deutscher Historiker
- Bernd Walter (Humorist) (* 1962), deutscher Humorist
- Bernd Walter (Fußballspieler) (* 1974), österreichischer Fußballspieler
- Bernhard Walter (Physiker) (1861–1950), deutscher Physiker
- Bernhard Walter (SS-Mitglied) (1911–1979), deutscher SS-Hauptscharführer
- Bernhard Walter (Bankmanager) (1942–2015), deutscher Bankmanager
- Bettina Walter (* 1971), deutsche Filmproduzentin
- Bianca Walter (* 1990), deutsche Shorttrackerin, siehe Bianca Merker
- Bruno Walter (1876–1962), deutscher Dirigent, Pianist und Komponist
- Bruno Walter (Fußballspieler), deutscher Fußballtorhüter
- Bruno Walter (Politiker, 1961) (* 1961), deutscher Politiker (Die Violetten)
- Bruno Walter (Politiker, 1963) (* 1963), deutscher Politiker (CDU)

### C
- Carl Walter (Theologe) (1789–1854), deutscher Geistlicher
- Carl Walter (Botaniker) (auch Charles Walter; 1831–1907), deutsch-australischer Botaniker und Fotograf
- Carl Walter (Architekt) (1834–1906), deutscher Architekt
- Carl Walter (Maler) (1880–1954), deutscher Maler
- Carlheinz Walter (Pseudonyme Towen Grill, Gaby Meinhardt; 1913–??), deutscher Schriftsteller
- Carolin Walter (Tennisspielerin) (* 1984), deutsche Tennisspielerin
- Carolin Walter (Schauspielerin) (* 1985), deutsche Schauspielerin
- Carolin Walter (Leichtathletin) (* 1988), deutsche Leichtathletin
- Caroline Walter (* 1969), deutsche Journalistin
- Caspar Walter (1701–1769), deutscher Wasserbauingenieur
- Caspar Johannes Walter (* 1964), deutscher Komponist, Cellist und Verleger
- Catherine Walter-Laager (* 1969), Schweizer Pädagogin und Hochschullehrerin
- Chris Walter (* 1959), kanadischer Schriftsteller und Verleger
- Christian Walter (Musiker) (* 1962), deutscher Musiker
- Christian Walter (Jurist) (* 1966), deutscher Jurist und Hochschullehrer
- Christian Walter-Klose (* 1972), deutscher Pädagoge, Psychotherapeut und Hochschullehrer für Behinderung und Inklusion
- Christoph Walter (Fußballspieler) (1943–1995), deutscher Fußballspieler
- Christoph Walter (Komponist) (* 1967), Schweizer Komponist und Militärmusiker
- Christoph Walter (Schauspieler) (* 1983), deutscher Schauspieler und Kabarettist
- Christophe Walter (* 1983), französischer Fußballspieler
- Christopher Walter (Historiker) (1925–2014), britischer Historiker und Archäologe
- Christopher Walter, eigentlicher Name von Weasel Walter (* 1972), US-amerikanischer Musiker und Komponist
- Clara Walter, deutsche Bildhauerin und Innenarchitektin
- Conrad Walter (1873–1933), deutscher Unternehmer (Striegauer Porzellanfabrik)
- Curt Walter (Verwaltungsbeamter) (1877–1942), deutscher Verwaltungsbeamter
- Curt Walter (Künstler) (* 1949), Schweizer Konzeptkünstler
- Cy Walter (1915–1968), US-amerikanischer Pianist

### D
- Dagobert Walter (* 1943), deutscher Schauspieler
- Daniel Walter (* 1991), deutscher Politiker (SPD)
- David Walter (* 1958), französischer Oboist, Dirigent und Professor
- Dierk Walter (* 1970), deutscher Historiker
- Dieter Walter (Fußballspieler) (1948–2022), deutscher Fußballspieler
- Dieter Walter (Musiker) (* 1937), deutscher Musiker und Musikredakteur
- Dieter K. E. Walter (* 1950), deutscher Schriftsteller
- Dominique Walter (1942–2013), französischer Sänger
- Dominique Lloyd-Walter (* 1981), englische Squashspielerin
- Doris Wastl-Walter (* 1953), österreichische Geographin

### E
- Eduard Friedrich Walter (1801–1868), deutscher Verwaltungsjurist
- Edward Walter (1925–1984), deutscher Mathematiker, Hochschullehrer und Sachbuchautor
- Edward Lorraine Walter (1845–1898), US-amerikanischer Romanist und Latinist
- Ekkehard Walter (* 1939), deutscher Gebrauchsgrafiker
- Elena Walter-Karydi (* 1936), griechisch-deutsche Klassische Archäologin
- Elisabeth Walter (1897–1956), deutsche Schriftstellerin
- Elisabeth Walter (1918–2007), österreichische Herausgeberin und Verlegerin, siehe Elisabeth Lafite
- Elizabeth Walter (1927–2006), britische Schriftstellerin
- Elmar Walter (* 1979), deutscher Musiker, Musikwissenschaftler und Komponist
- Emil Walter (Prähistoriker) (1851–1926), deutscher Prähistoriker
- Emil Walter (Fischereibiologe) (1868–1940), deutscher Fischereibiologe
- Emil Walter (Politiker) (1872–1939), Schweizer Politiker (SP)
- Emil Walter (Fußballspieler) (auch Emil Walter Buckhard, Emilio Walter; 1900–1952), deutscher Fußballspieler
- Emil Walter-Busch (* 1942), Schweizer Soziologe
- Emil J. Walter (Emil Jakob Walter; 1897–1984), Schweizer Wissenschaftssoziologe
- Enno Walter (1930–2024), deutscher Brigadegeneral
- Erich Walter (Schauspieler) (1877–1957), deutscher Schauspieler
- Erich Walter (Politiker) (1906–1993), deutscher Politiker (SPD), Mitglied des Abgeordnetenhauses von Berlin
- Erich Walter (Tänzer) (1927–1983), deutscher Tänzer und Choreograf
- Erich Walter (Boxer) (1933–2015), deutscher Boxer
- Erich Walter (Botaniker) (1936–2008), deutscher Botaniker
- Erich Walter (Autor), deutscher Autor und Übersetzer
- Erna Walter (1893–1992), deutsche Botanikerin
- Ernest Walter (1919–1999), britischer Filmeditor
- Ernst Walter (Industrieller) (eigentlich Moritz Adolf Spitzer; 1827–1908), österreichisch-ungarischer Textilindustrieller, Bankier und Schriftsteller
- Ernst Walter (Architekt), deutscher Architekt
- Ernst Walter (Sänger) (1880–1964), deutscher Sänger
- Ernst Walter (Fussballspieler), Schweizer Fußballspieler
- Ernst Walter (Politiker, 1890) (1890–1975), Schweizer Politiker (SP, KP, PdA) und Redakteur
- Ernst Walter (Politiker, II), deutscher Politiker (CDU)
- Ernst Walter (Tennisspieler) (* 1951), österreichischer Tennisspieler
- Ernst Walter (Gewerkschafter) (* 1959), deutscher Gewerkschaftsfunktionär
- Ernst-Ulrich Walter (1919–2013), deutscher Anwalt und Sammler
- Erwin Walter (1912–1998), deutscher Politiker (CDU), Mitglied des Abgeordnetenhauses von Berlin
- Eugen Walter (General) (1903–1987), deutscher Generalmajor
- Eugen Walter (Theologe) (1906–1999), deutscher römisch-katholischer Geistlicher und Theologe
- Ewald Walter (1901–1997), deutscher Prälat, Kirchenhistoriker und Kölner Diözesanarchivdirektor

### F
- Fabian Walter (* 1971), deutscher Software-Entwickler
- Felix Walter (1890–1949), deutscher Jurist, Verwaltungsbeamter und Politiker (CDU)
- Ferdinand Walter (1794–1879), deutscher Jurist
- Ferdinand Walter (Theologe) (1801–1869), livländischer Prediger und Superintendent
- Fiona Campbell-Walter (* 1932), britisches Fotomodell, Baronin
- Florian Walter (* 1987), deutscher Jazz- und Improvisationsmusiker
- Francis Walter (1909–2002), britischer Skilangläufer
- Francis E. Walter (1894–1963), US-amerikanischer Politiker
- François Walter (* 1950), Schweizer Historiker
- Frank Walter (1926–2009), antiguanischer Maler, Photograph, Bildhauer und Philosoph
- Franz Walter (Theologe) (1870–1950), deutscher Moraltheologe
- Franz Walter (Politikwissenschaftler) (* 1956), deutscher Politikwissenschaftler
- Franz Philipp von Walter (1782–1849), siehe Philipp Franz von Walther
- Fried Walter (1907–1996), deutscher Komponist und Kapellmeister
- Friedrich Walter (Historiker, 1870) (1870–1956), deutscher Historiker
- Friedrich Walter (Historiker, 1896) (1896–1968), österreichischer Historiker
- Friedrich Walter (Journalist) (1902–1989), deutsch-britischer Journalist
- Friedrich Walter (Eishockeyspieler) (1924–1980), österreichischer Eishockeyspieler
- Friedrich Walter (Politiker) (1924–1985), deutscher Politiker (SPD), MdL Bayern
- Friedrich August Walter (1764–1826), deutscher Mediziner
- Friedrich Carl Ernst Walter (1789–1854), deutscher evangelisch-lutherischer Geistlicher und Oberhofprediger in Schwerin, siehe Carl Walter (Theologe)
- Friedrich Walter (1893–1987), deutscher Theologe, siehe Walter Birnbaum (Theologe)
- Friedrich Karl Walter (1881–1935), deutscher Neurologe, Psychiater, Anatom und Hochschullehrer
- Fritz Walter (Architekt, 1860) (1860–1912), deutscher Architekt
- Fritz Walter (Architekt, 1874) (1874–1957), deutscher Architekt
- Fritz Walter (Politiker) (1896–1977), deutscher Politiker (DNVP, NSDAP und FDP)
- Fritz Walter (Sportfunktionär) (1900–1981), deutscher Fußballfunktionär
- Fritz Walter (Maler) (1904–1981), deutscher Maler und Chronist in Torgau
- Fritz Walter (Forstwissenschaftler) (1916–2009), deutscher Ökonom und Forstwissenschaftler
- Fritz Walter (1920–2002), deutscher Fußballspieler
- Fritz Walter (Fußballspieler, 1960) (* 1960), deutscher Fußballspieler

### G
- Georg Walter (Rechtswissenschaftler) (um 1420–1475), deutscher Rechtswissenschaftler
- Georg Walter (Heimatforscher) (1911–1994), deutscher Heimatforscher
- Georg Ludwig August Walter (1827–1888), deutscher Kaufmann und Politiker (DFP), Reichstagsabgeordneter, Abgeordneter des Sächsischen Landtags, siehe August Walter (Politiker)
- George Walter (1928–2008), Politiker von Antigua und Barbuda
- Gerd Walter (* 1949), deutscher Politiker (SPD)
- Gerhard Walter (Aikidoka) (* 1944), deutscher Aikido-Lehrer
- Gerhard Walter (Jurist) (* 1949), deutscher Jurist und Hochschullehrer
- Gerhard Walter (Schauspieler) (* 1972), österreichischer Schauspieler und Kabarettist
- Gerhard Franz Walter (* 1948), österreichischer Neurowissenschaftler und Wissenschaftsmanager
- Grete Walter (Margarete Walter, 1913–1935), deutsche Widerstandskämpferin
- Grete Walter-Klingenstein (* 1939), österreichische Historikerin
- Günter Walter (* 1943), deutscher Zeichner
- Günther Walter (* 1934), deutscher Lehrer, Schulleiter und Mitgründer der Katholischen Pfadfinderschaft Europas
- Gustav Walter (1834–1910), österreichischer Opernsänger (Tenor)

### H
- Hanna Walter (* 1939), österreichische Eiskunstläuferin
- Hannes Walter (* 1984), deutscher Politiker (SPD), MdB
- Hanns Walter (1903–nach 1968), deutscher Bankdirektor und Wirtschaftsmanager
- Hans Walter (Kunsttischler) († 1610), Schweizer Kunsttischler
- Hans Walter (Generalleutnant) (1852–1932), deutscher Generalleutnant
- Hans Walter (Ruderer) (1889–1967), Schweizer Ruderer
- Hans Walter (SS-Mitglied) (1911–1944), deutscher Polizist und SS-Offizier
- Hans Walter (Schriftsteller) (1912–1992), Schweizer Schriftsteller und Zeichner
- Hans Walter (Musikwissenschaftler) (1915–1991), siebenbürgischer Musikwissenschaftler und Chorleiter
- Hans Walter (Archäologe) (1920–2001), deutscher Archäologe
- Hans Walter-Weber (1923–2004), Schweizer Lehrer, Botaniker und Fotograf
- Hans-Albert Walter (Künstler) (1925–2005), deutscher Bildhauer
- Hans-Albert Walter (Literaturwissenschaftler) (1935–2016), deutscher Literaturwissenschaftler und Exilforscher
- Hans-Joachim Walter (Rennfahrer) (* 1929), deutscher Automobilrennfahrer
- Hansjörg Walter (* 1951), Schweizer Politiker (SVP)
- Hans-Jürgen Walter (* 1944), deutscher Psychotherapeut
- Hans Paul Heinrich Walter (1882–1959), deutscher Botaniker
- Hans Peter Walter (* 1944), Schweizer Rechtswissenschaftler
- Harold Walter (1920–1992), mauritischer Politiker
- Harriet Walter (* 1950), britische Schauspielerin
- Harry Walter (1927–1988), deutscher Schauspieler, Regisseur und Intendant, siehe Harry Walther
- Harry Walter (Werbefachmann) (1929–2013), deutscher Grafiker, Journalist und Werbefachmann
- Harry Walter (Künstler) (1953–2024), deutscher Künstler
- Harry Walter (Schauspieler, 1961) (* 1961), deutscher Schauspieler
- Heini Walter (1927–2009), Schweizer Autorennfahrer
- Heinrich Walter (Botaniker) (1898–1989), deutsch-russischer Botaniker und Ökologe
- Heinrich Walter (Geistlicher) (* 1954), deutscher Geistlicher
- Heinz Walter (Pharmazeut) (1921–1983), deutscher Pharmazeut
- Heinz Walter (Komponist) (1928–2019), österreichischer Komponist
- Heinz Walter (Fußballspieler) (1931–2022), deutscher Fußballspieler (SC Chemie Halle)
- Heinz Walter (Fußballspieler, 1938) (* 1938), deutscher Fußballspieler (Hessen Kassel)
- Heinz Walter (Fußballspieler, Zwickau), deutscher Fußballspieler (BSG Motor Zwickau)
- Heinz Schmidt-Walter (* 1949), deutscher Ingenieur und Hochschullehrer
- Helga Walter (* 1938), deutsche Archivarin und Museumsleiterin
- Helga Walter-Dreßler (1928–2022), deutsche Kunsthistorikerin und Museumsdirektorin
- Hellmut Walter (1908–1991), deutscher Politiker (NSDAP)
- Hellmuth Walter (1900–1980), deutscher Ingenieur
- Helmut Walter (1921–2005), deutscher Brigadegeneral, Unterabteilungsleiter im Bundesnachrichtendienst
- Helmut Walter (Wirtschaftswissenschaftler) (1926–2011), deutscher Wirtschaftswissenschaftler und Hochschullehrer
- Helmut Christian Walter (* 1940), deutscher Maler, Grafiker und Karikaturist
- Helmuth Walter (1884–1963), deutscher Generalmajor
- Henning Walter (* 1950), deutscher Forstmann und Naturschützer
- Henriette Walter (* 1929), französische Linguistin
- Henrik Walter (* 1962), deutscher Psychiater, Neurologe und Philosoph
- Herbert Walter (* 1953), deutscher Bankmanager
- Herbert Schmidt-Walter (1904–1980), deutscher Maler
- Hermann Walter (Gärtner) (1837–1898), deutscher Gärtner
- Hermann Walter (Fotograf) (1838–1909), deutscher Fotograf
- Hermann von Walter (1864–1902), deutsch-baltischer Arzt und Polarforscher
- Hermann Walter (Politiker) (1866–nach 1918), deutscher Jurist und Politiker, MdL Bayern
- Hermann Walter (Mediziner, 1893) (1893–1938), deutscher Chirurg und NS-Funktionär
- Hermann Walter (Altphilologe) (* 1934), deutscher Klassischer Philologe und Hochschullehrer
- Hermann K.-G. Walter (1942–2017), deutscher Informatiker
- Herwig Walter (1911–1986), deutscher Schauspieler
- Hilde Walter (Journalistin) (1895–1976), deutsche Journalistin
- Hilde Walter, verheiratet Hilde Doleschell (1915–2013), Skirennläuferin und Tennisspielerin
- Hildegard Walter (* 1957), deutsche Schauspielerin
- Holger Walter (* 1968), deutscher Bildhauer und Zeichner
- Horst Walter (Leichtathlet), argentinischer Speerwerfer
- Horst Walter (Musikwissenschaftler) (1931–2012), deutscher Musikwissenschaftler und Herausgeber
- Horst Walter (Künstler) (1936–2012), deutscher Künstler
- Horst Walter (Fußballspieler) (1939–2015), deutscher Fußballspieler
- Hubert Walter († 1205), englischer Geistlicher, Erzbischof von Canterbury
- Hubert Walter (Anthropologe) (1930–2008), deutscher Anthropologe und Hochschullehrer

### I
- Ignaz Walter (Komponist) (1755–1822), deutscher Opernsänger (Tenor) und Komponist
- Ignaz Walter (Unternehmer) (1936–2023), deutscher Unternehmer und Industriemanager
- Ilsemarie Walter (* 1932), österreichische Historikerin
- Ingeborg Walter (* 1932), deutsch-italienische Kunsthistorikerin und Übersetzerin
- Isidor Walter (1872–1943), deutscher Landesrabbiner

### J
- J. D. Walter (* 1967), US-amerikanischer Sänger
- Jacob Walter (1855–1922), deutscher Ökonom, Funktionär und Landtagsabgeordneter
- Jamie Campbell-Walter (* 1972), schottischer Automobilrennfahrer
- Jan Walter (* 1984), deutscher Schauspieler
- Jaroslav Walter (1939–2014), tschechoslowakischer Eishockeyspieler und -trainer
- Jean Walter (1922–2014), belgischer Sänger
- Jess Walter (* 1965), US-amerikanischer Journalist und Schriftsteller
- Jessica Walter (1941–2021), US-amerikanische Schauspielerin
- Jessica Walter (Skirennläuferin) (* 1984), liechtensteinische Skirennläuferin
- Jimmy Walter (1930–2012), französischer Pianist, Arrangeur und Komponist
- Joachim Walter (Wasserspringer), deutscher Wasserspringer
- Joachim Walter (NS-Funktionär) (1909–nach 1939), nationalsozialistischer Jugendführer
- Joachim Walter (Fußballspieler) (Hans-Joachim Walter; 1940–2021), deutscher Fußballspieler
- Joachim Walter (Theologe) (1947–2020), deutscher Theologe und Sozialpsychologe
- Joachim Walter (Politiker) (* 1960), deutscher Politiker (CDU)
- Johann Walter (Johann Blankenmüller, 1496–1570), deutscher Komponist, Kantor und Herausgeber
- Johann Walter (Mathematiker) (* 1932), deutscher Mathematiker und Hochschullehrer
- Johann Walter-Kurau (1869–1932), lettisch-deutscher Maler
- Johann Baptist von Walter (1831–1900), deutscher Richter und Politiker
- Johann Gottlieb Walter (1734–1818), deutscher Anatom und Hochschullehrer
- Johannes Walter (Holzstecher) (1839–1895), deutscher Holzstecher
- Johannes von Walter (1876–1940), deutsch-baltischer Theologe
- Johannes Walter (Musiker) (* 1937), deutscher Musiker, Flötist, Komponist und Dirigent
- John Walter (der Ältere) (1739–1812), englischer Zeitungsverleger
- John Walter (der Jüngere) (1776–1847), englischer Zeitungsverleger
- John Walter III (1818–1894), englischer Zeitungsverleger
- John Walter IV (1873–1968), englischer Zeitungsverleger
- John H. Walter (1927–2021), US-amerikanischer Mathematiker
- Jonas Walter (* 1984), deutscher Fotograf und Filmregisseur
- Jonathan Walter (* 1986), deutscher Musiker
- Jörn Walter (Stadtplaner) (* 1957), deutscher Stadtplaner
- Jörn Walter (Biologe) (* 1958), deutscher Biologe
- Joschi Walter (Josef Walter; 1925–1992), österreichischer Fußballspieler und -funktionär
- Josef Walter (Politiker, 1815) (1815–1915), österreichischer Politiker, Tiroler Landtagsabgeordneter
- Josef Walter (Politiker, 1842) (1842–1902), österreichischer Politiker, Kärntner Landtagsabgeordneter
- Josef Walter (Politiker, 1893) (1893–1966), deutscher Politiker (GB/BHE, GDP), MdL Hessen
- Josef Walter (Politiker, 1900) (1900–1974), deutscher Politiker (SPD), MdL Nordrhein-Westfalen
- Josef Walter (Turner) (1901–1973), Schweizer Turner
- Joseph Walter († nach 1744), Augustinermönch und Baumeister
- Joseph Walter (Archivar) (1881–1952), französischer katholischer Geistlicher, Bibliothekar und Archivar
- Josepha Walter (* 1996), deutsche Schauspielerin
- Julia Walter (* 1984), deutsche Regisseurin und Drehbuchautorin
- Julius Walter (Theologe) (1794–1834), deutsch-baltischer Theologe
- Julius Walter (1841–1922), deutscher Philosoph
- Jürgen Walter (Historiker) (* 1938), deutscher Historiker und Germanist
- Jürgen Walter (Radsportler) (* 1940), deutscher Radrennfahrer
- Jürgen Walter (Sänger) (* 1943), deutscher Sänger
- Jürgen Walter (Gewerkschafter) (* 1945), deutscher Gewerkschaftsfunktionär
- Jürgen Walter (Politiker, 1957) (* 1957), deutscher Politiker, MdL Baden-Württemberg
- Jürgen Walter (Politiker, 1968) (* 1968), deutscher Politiker, MdL Hessen

### K
- Kai Walter (* 1973), deutscher Kanute
- Karl Walter (Politiker, 1858) (1858–1930), deutscher Politiker (Zentrum)
- Karl Walter (Organist) (1862–1929), deutscher Organist
- Karl Walter (Politiker, 1880) (1880–1948), österreichischer Politiker (CS)
- Karl Walter (Journalist) (1880–1965), britischer Journalist
- Karl Walter (Richter) (1899–1965), deutscher Richter
- Karl Walter (Politiker, 1901) (1901–1957), deutscher Politiker (NSDAP)
- Karl Walter (Fußballspieler, 1938) (* 1938), deutscher Fußballspieler
- Karl Walter (Fußballspieler, 1950) (* 1950), deutscher Fußballspieler
- Karl Walter, Künstlername von Karl Walter Bernstein (1908–1973), deutscher Musiker und Orchesterleiter
- Karl Schmitt-Walter (1900–1985), deutscher Sänger (Bariton)
- Karl Hans Walter (1911–1999), deutscher Grafikdesigner und Hochschullehrer
- Karl Josef Walter (1892–1983), deutscher Komponist, Organist und Hochschullehrer
- Karsten Walter (* 1993), deutscher Schlagersänger und Schauspieler
- Käte Walter (Dichterin) (1886–1985), Dichterin
- Käte Walter (1898–1974), deutsche Malerin und Grafikerin
- Kirsten Walter (* 1996), deutsche Handballspielerin
- Klaus Walter (Badminton), deutscher Badminton-Spieler
- Klaus Walter (Journalist) (* 1955), deutscher Radiomoderator, DJ und Journalist
- Klaus Peter Walter (Romanist) (1953–2025), deutscher Romanist und Hochschullehrer
- Klaus-Peter Walter (Schriftsteller) (* 1955), deutscher Schriftsteller und Publizist
- Konrad Walter (1923–2018), deutscher Geistlicher, Bischof von Jacarezinho
- Kristina Walter (* 1945), österreichische Schauspielerin
- Kurt Walter (1892–1963), deutscher evangelischer Pfarrer
- Kurt Walter (Astrophysiker) (1905–1992), deutscher Astrophysiker und Professor in Tübingen
- Kurt E. Walter (1908–1960), deutscher Drehbuchautor und Filmregisseur

### L
- Lana Walter (* 1948), US-amerikanische Musikpädagogin und Komponistin
- Laurens Walter (* 1977), deutscher Schauspieler
- Leonie Walter (* 2004), deutsche Biathletin und Skilangläuferin
- Lisa Ann Walter (* 1963), US-amerikanische Schauspielerin
- Little Walter (1930–1968), US-amerikanischer Bluesmusiker
- Lothar Bernhard Walter (* 1943), deutscher Schlagersänger, siehe Michael Holm
- Lothar Franz Walter (um 1656–1733), österreichischer Orgelbauer
- Louisa Walter (* 1978), deutsche Hockeyspielerin
- Lucy Walter (1630–1658), walisische Mätresse von Karl II.
- Ludovic Walter (* 1983), französischer Tennisspieler
- Ludwig Walter (1922–1993), deutscher Fußballspieler
- Ludwig K. Walter (* 1937), deutscher römisch-katholischer Theologe und Bibliothekar

### M
- Manfred Walter (* 1937), deutscher Fußballspieler
- Marc Walter (* 1971), deutsch-schweizerischer Arzt für Psychiatrie, Psychosomatische Medizin und Psychotherapie
- Margarete Walter (1913–1935), deutsche Widerstandskämpferin, siehe Grete Walter
- Margot Walter (1903–1994), deutsche Schauspielerin
- Maria Walter (1895–1988), deutsche Politikerin (KPD)
- Marie Walter-Hüni (1872–1949), schweizerische Frauenrechtlerin
- Marie-Thérèse Walter (1909–1977), französisches Modell und die Geliebte von Pablo Picasso
- Marion Walter (1928–2021), deutsch-US-amerikanische Mathematikerin
- Mariusz Walter (1937–2022), polnischer Medienunternehmer
- Mark Walter, US-amerikanischer Unternehmer
- Markus Walter (* 1990), österreichischer Politiker (KPÖ), Landtagsabgeordneter
- Martha Walter (1875–1976), US-amerikanische Malerin
- Martin Walter (Archivar), (* 1966), deutscher Archivar
- Martin Walter (Mediziner) (* 1978), deutscher Arzt und Psychiater
- Martin Walter (Eishockeyspieler) (* 1983), ehemaliger deutsch-tschechischer Eishockeyspieler
- Martina Walter (* 1972), deutsche Fußballspielerin
- Mary Ann Joyce-Walter (* 1937), US-amerikanische Komponistin und Musikpädagogin
- Matthias Walter (* 1975), deutscher Schauspieler
- Maurice Walter (* 1998), deutscher Schauspieler
- Max Walter (Heimatforscher) (1888–1971), deutscher Volkskundler, Heimatforscher und Museumsgründer
- Max Walter (Musiker) (1899–1946), deutscher Musiker und Komponist
- Max Walter (Gewichtheber) (1905–1987), deutscher Gewichtheber
- Max Walter (Turner) (1912–1975), deutscher Turner
- Melanie Walter (* 1973), deutsche Politikerin (SPD)
- Michael Walter (Kriminologe) (1944–2014), deutscher Kriminologe und Hochschullehrer
- Michael Walter (Übersetzer) (* 1951), deutscher Übersetzer
- Michael Walter (Zahnmediziner) (* 1955), deutscher Zahnmediziner
- Michael Walter (Musikwissenschaftler) (* 1958), deutscher Musikwissenschaftler
- Michael Walter (Rennrodler) (1959–2016), deutscher Rennrodler
- Michael Walter (Komponist) (* 1981), deutscher Germanist, Journalist und Komponist

### N
- Natasha Walter (* 1967), britische Feministin und Publizistin jüdischer Religionszugehörigkeit
- Nicole Walter-Lingen († 2022), deutsche Schriftstellerin und Drehbuchautorin
- Nicole Walter-Mundt (* 1977), deutsche Politikerin (CDU), MdL
- Nikolaus Walter (Theologe) (1932–2013), deutscher Theologe
- Nikolaus Walter (Fotograf) (* 1945), österreichischer Fotograf
- Norbert Walter (Ökonom) (1944–2012), deutscher Volkswirtschaftler
- Norbert Walter (Filmproduzent) (* 1950), deutscher Filmproduzent
- Norbert Walter (Politiker) (* 1968), österreichischer Politiker (ÖVP)
- Norbert Walter (Volleyballspieler) (* 1979), deutscher Volleyballspieler
- Norbert Walter-Borjans (* 1952), deutscher Politiker (SPD)

### O
- Ottmar Walter (1924–2013), deutscher Fußballspieler
- Otto Walter (Jurist) (1872–1925), deutscher Jurist und Schriftsteller
- Otto Walter (Archäologe) (1882–1965), österreichischer Archäologe
- Otto Walter (Verleger) (1889–1944), Schweizer Verleger, Journalist und Politiker
- Otto Walter (Politiker, 1902) (1902–1983), deutscher Politiker (KPD, SED)
- Otto Walter (Mediziner) (1917–nach 1974), deutscher Internist
- Otto Walter-Obrecht (1856–1941), Schweizer Kammfabrikant
- Otto F. Walter (1928–1994), Schweizer Schriftsteller

### P
- Paul Walter (Medailleur) (1605–1680), deutscher Medailleur
- Paul Walter (Schriftsteller) (1859–1918), deutscher Schriftsteller
- Paul Walter (Politiker, 1876) (1876–nach 1943), deutscher Lehrer und Politiker (DVP)
- Paul Walter (Mediziner) (1889–1957), deutscher Generalstabsarzt
- Paul Walter (Politiker, 1891) (1891–1978), deutscher Politiker (KPD)
- Paul Walter (Gewerkschafter) (1897–1955), deutscher Gewerkschafter
- Paul Walter, Pseudonym von P. Walter Jacob (1905–1977), deutscher Schauspieler, Dramaturg und Regisseur
- Paul Walter (Dirigent) (1906–2000), österreichischer Dirigent
- Paul Walter (Ingenieur), deutscher Bauingenieur und Unternehmer
- Paul Walter (Biochemiker) (1933–2020), Schweizer Biochemiker und Hochschullehrer
- Paul J. Walter (* 1935), deutscher Herzchirurg und Hochschullehrer
- Paul R. Walter (1907–1986), deutscher Textilfabrikant
- Paulamaria Walter (1917–1976), deutsche Keramikerin und Bildhauerin
- Peter Walter (Landrat) (1891–nach 1956), Landrat des Landkreises Saarbrücken
- Peter Walter (Tiermediziner) (1928–1982), deutscher Veterinärmediziner und Hochschullehrer
- Peter Walter (Theologe) (1950–2019), deutscher katholischer Theologe
- Peter Walter (Politiker) (* 1952), deutscher Politiker (CDU)
- Peter Walter (Biochemiker) (* 1954), deutsch-amerikanischer Biochemiker
- Peter Walter (Mediziner) (* 1963), deutscher Augenarzt und Hochschullehrer
- Pola Walter (vor 1900–um 1942), polnische Schauspielerin

### R
- Raimund-Ekkehard Walter (* 1939), deutscher Jurist und Bibliothekar
- Rainer W. Walter (1938–2024), Schweizer Lehrer, Politiker und Journalist
- Ralf Walter (* 1958), deutscher Politiker (SPD)
- Raoul Walter (1863–1917), österreichisch-deutscher Sänger (Lyrischer Tenor)
- Reinhard Walter (Politiker) (* 1939), deutscher Politiker (SPD), MdA Berlin
- Reinhard Walter (Musiker) (* 1940), deutscher Tonmeister, Pianist und Komponist
- Reinhold von Walter (Schriftsteller) (1882–1965), deutschbaltischer Schriftsteller und Übersetzer
- Reinhold Wilhelm von Walter (1840–1909), deutschbaltischer Geistlicher
- René Walter (1910–1960), französischer Politiker
- Ricarda Walter (* 1983), deutsche Rechtsextremistin und Politikerin (NPD/Die Heimat)
- Richard Walter (Geistlicher) (1717?–1785), britischer Geistlicher und Autor
- Richard Walter (Politiker) (1844–1909), deutscher Mühlenbesitzer und Politiker (NLP), MdR
- Richard Walter (Skispringer), deutscher Skispringer
- Richard Walter (Schriftsteller) (1921–2016), deutscher Journalist und Mundartschriftsteller
- Richard Walter (Archäologe) (* 1957), neuseeländischer Archäologe und Archäozoologe
- Robert Walter (Politiker, 1804) (1804–1861), deutscher Politiker, Mitglied der Frankfurter Nationalversammlung
- Robert Walter (Schriftsteller) (1883–1967), deutscher Schriftsteller
- Robert Walter (Architekt) (1928–2018), österreichischer Architekt
- Robert Walter (Jurist) (1931–2010), österreichischer Rechtswissenschaftler
- Robert Walter (Politiker, 1948) (* 1948), britischer Politiker
- Robert Walter (Musiker), US-amerikanischer Jazzmusiker
- Robin Walter (Schauspieler) (* 1994), deutscher Schauspieler
- Robin Walter (Sportschütze) (* 1999), deutscher Sportschütze
- Roland Walter (* 1934), deutscher Geologe und Hochschullehrer
- Rolf Walter (Mathematiker) (1937–2022), deutscher Mathematiker
- Rolf Walter (Bergsteiger) (1941–1985), österreichischer Bergsteiger
- Rolf Walter (Grafiker) (* 1942), deutscher Gebrauchsgrafiker
- Rolf Walter (Historiker) (* 1953), deutscher Historiker
- Rudolf Walter (Architekt) (1864–1941), deutscher Architekt und Baubeamter
- Rudolf Walter (Schauspieler) (1885–1950), österreichischer Schauspieler und Filmproduzent
- Rudolf Walter (Landrat), deutscher Landrat
- Rudolf Walter (Musikwissenschaftler) (1918–2009), deutscher Musikwissenschaftler, Musiker, Organist, Kirchenmusiker, Chorleiter und Germanist
- Ruedi Walter (1916–1990), Schweizer Schauspieler
- Ryan Walter (* 1958), kanadischer Eishockeyspieler, -trainer und -funktionär sowie Autor

### S
- Sebastian Walter (Politiker, 1979) (* 1979), deutscher Politiker (Bündnis 90/Die Grünen), MdA
- Sebastian Walter (Politiker, 1990) (* 1990), deutscher Politiker (Die Linke), MdL
- Serhij Walter (1958–2015), ukrainischer Politiker
- Siegfried Walter-Choinanus (1887–1954), deutscher Kirchenmusiker und Komponist
- Silja Walter (1919–2011), Schweizer Schriftstellerin
- Simon Walter (* 1985), Schweizer Leichtathlet
- Skadi Walter (1964–2023), deutsche Eisschnellläuferin
- Sonja Walter (* 1932), deutsche Autorin
- Sophie Walter (* 2000), deutsche Fußballspielerin
- Stefan Walter (Politiker) (1850–1943), österreichischer Politiker
- Stefan Walter (Fußballspieler) (* 1964), deutscher Fußballspieler
- Stefan Walter (Finanzfachmann) (* 1965), deutscher Finanzfachmann
- Stefan Walter (Schachspieler) (* 1986), deutscher Mathematiker und Schachspieler
- Stefanie Walter (* 1977), deutsche Politikwissenschaftlerin
- Steffi Walter (1962–2017), deutsche Rennrodlerin
- Stephan Walter (1871–1937), deutscher Bildhauer
- Susa Walter (1874–1945), deutschbaltische Malerin
- Sven Walter (* 1974), deutscher Philosoph

### T
- Tanja Walter (* 1995), Schweizer Unihockeyspielerin
- Theobald Walter (1867–1934), französischer/elsässischer Bürgermeister und Heimatforscher
- Theodor Walter (Lehrer, 1853) (1853–1926), deutscher Lehrer und Philologe
- Theodor Walter (Lehrer, 1869) (1869–1933), deutscher Lehrer und Politiker, MdPL Hessen-Nassau
- Theodor Walter (Lehrer, 1910) (1910–1990), donauschwäbischer Lehrer und Museumsgründer
- Thomas Walter (Botaniker) (1740–1789), englisch-amerikanischer Botaniker
- Thomas Walter (Informatiker) (* 1966), deutscher Informatiker
- Thomas Walter (Fußballspieler) (* 1967), deutscher Fußballspieler
- Thomas Walter (Schauspieler), österreichischer Schauspieler
- Thomas Robert Walter (* 1962), deutsches vormaliges Mitglied der ehemaligen militant autonomen Untergrundorganisation Das K.O.M.I.T.E.E.
- Thomas Ustick Walter (1804–1887), US-amerikanischer Architekt
- Tim Walter (* 1975), deutscher Fußballtrainer
- Tim Hendrik Walter (* 1984), deutscher Jurist, Webvideoproduzent und Influencer
- Tina Walter (* 1968), deutsche Triathletin
- Tobias Walter (Hockeyspieler) (* 1990), deutscher Feldhockeyspieler
- Tobias M. Walter (* 1984), deutscher Schauspieler
- Tom Walter (1907–1953), schwedischer Schauspieler
- Tonio Walter (* 1971), deutscher Rechtswissenschaftler
- Tracey Walter (* 1947), US-amerikanischer Schauspieler

### U
- Ufo Walter (Uwe Friedrich Otto Walter; * 1961), deutscher Bassvirtuose, Arrangeur und Sound-Designer
- Ulla Walter (* 1955), deutsche Malerin, Grafikerin und Bildhauerin
- Ulrich Walter (Mediziner) (* 1949), deutscher Internist und Hochschullehrer für Klinische Biochemie
- Ulrich Walter (* 1954), deutscher Physiker und Astronaut
- Ulrike Sassenberg-Walter (* 1955), deutsche Juristin und Richterin
- Uwe Walter (Musiker) (* 1953), deutscher Musiker und Schauspieler
- Uwe Walter (* 1962), deutscher Althistoriker

### V
- Vally Walter (1877–1962), deutsche Malerin
- Verena Walter (* 1981), deutsche Triathletin

### W
- Weasel Walter (* 1972), US-amerikanischer Jazz-Schlagzeuger
- Werner Walter (Radsportler) (1910–1938), Schweizer Radsportler
- Werner Walter (Fußballspieler) (1939–2000), deutscher Fußballspieler
- Werner Walter (Ufologe) (1957–2016), deutscher Ufologe
- Wilhelm Walter (Architekt) (1850–1914), deutscher Architekt
- Wilhelm Walter (Politiker, I), deutscher Politiker (WP, AHB), MdL Anhalt
- Wilhelm Walter (Politiker, 1886) (1886–nach 1932), deutscher Politiker, MdL Sachsen
- Wilhelm Walter (Schauspieler) (1889–1974), deutscher Schauspieler
- Wilhelm Walter (Politiker, 1903) (1903–1992), deutscher Gewerkschafter und Politiker (SPD)
- Wilhelm Neumann-Walter (1873–1926), österreichischer Politiker (DnP)
- Willi Walter († 1969), deutscher Jurist und Kommunalpolitiker
- Willi Walter (Architekt) (1927–2020), Schweizer Architekt
- William Grey Walter (1910–1977), US-amerikanischer Neurophysiologe
- Wolfgang Walter (1919–2005), deutscher Chemiker und Hochschullehrer
- Wolfgang Walter (Mathematiker) (1927–2010), deutscher Mathematiker und Hochschullehrer